# KIO

GNU C 라이브러리는 리눅스 커널 시스템 호출을 위한 래퍼 역할을 하므로 KIO는 특정한 작업들을 위한 추가 래퍼 역할을 담당한다

KIO (KDE Input/Output)는 KDE 프레임워크 5와 KDE 소프트웨어 컴필레이션 4로 통합된 라이브러리이다. 하나의 일정한 API를 통해 파일, 웹사이트, 기타 자원들에 대한 접근을 제공한다. 이 프레임워크를 사용하여 개발된 Konqueror, 돌핀과 같은 응용 프로그램들은 마치 로컬에서 저장된 곳에서 파일을 조작하는 것과 동일한 방식으로 원격 서버에서 저장된 파일들을 조작할 수 있으며 이로써 KDE가 네트워크 투명성을 효율적으로 따르게 만들어준다. Konqueror와 같은 응용 프로그램이 파일 관리자의 역할과 웹 브라우저의 역할을 둘 다 맡을 수 있게 한다.
KIO 슬레이브들은 개개의 프로토콜(예: HTTP, FTP, SMB, SSH, FISH, SFTP, SVN, TAR)을 위한 지원을 추가하는 라이브러리들이다.
KDE 매뉴얼 앱 KHelpCenter는 KIOlaves 섹션을 가지고 있으며 짧은 개별 설명과 더불어 사용 가능한 프로토콜을 나열하고 있다.